# Jürg Grünenfelder
Jürg Grünenfelder (ur. 8 stycznia 1974 w Netstal) – szwajcarski narciarz alpejski. Zajął 4. miejsce w zjeździe na igrzyskach w Nagano w 1998 r. Zajął też 13. miejsce w zjeździe na mistrzostwach świata w Bormio. Najlepsze wyniki w Pucharze Świata osiągnął w sezonie 2004/2005, kiedy to zajął 42. miejsce w klasyfikacji generalnej.
Jego siostra Corina i brat Tobias również uprawiali narciarstwo alpejskie.

## Sukcesy

### Puchar Świata

#### Miejsca w klasyfikacji generalnej
- 1996/1997 – 126.
- 1997/1998 – 57.
- 1998/1999 – 56.
- 1999/2000 – 47.
- 2002/2003 – 108.
- 2004/2005 – 42.
- 2005/2006 – 94.
- 2006/2007 – 135.

#### Miejsca na podium
1. Val Gardena – 18 grudnia 2004 (zjazd) – 2. miejsce